# 科沙爾斯凱
51°8′44″N 34°4′42″E / 51.14556°N 34.07833°E
科沙爾斯凱（烏克蘭語：Кошарське）是位於烏克蘭東北部的鄉村居民點，由蘇梅州科諾托普區的布林市鎮負責管轄。該鄉處於哈特卡附近，距離切爾沃內2.5公里，海拔高度167米，2001年人口108。